# Symfonie nr. 3 (Penderecki)
Krzysztof Penderecki componeerde zijn Symfonie nr. 3 in twee etappes (1988 en 1995).

## Geschiedenis
De derde symfonie werd gecomponeerd voor het 50-jarig bestaan van het Festivalorkest van de stad Luzern. Penderecki kwam in tijdnood en voltooide alleen de twee laatste delen. Deze werden toen los als Passacaglia en Rondo uitgevoerd (20 augustus 1988); de overige delen volgden pas in 1995. De componist had al bij de première van de eerst voltooide delen aangegeven dat het werk "niet af" was. Na de eerste oplevering veranderde de componist de volgorde van de delen.

## Compositie
Ten tijde van het componeren was Penderecki al teruggekeerd naar meer traditionele klassieke muziek. Hij paste echter wel de klanken toe die hij leerde kennen in zijn experimentele periode, waarin hij b.v. Threnos en Polymorphia componeerde. Het is een klassieke symfonie geworden bestaande uit vijf delen:
1. Andante con moto;
2. Allegro con brio;
3. Adagio;
4. Passacaglia – Allegro moderato;
5. Vivace.

De symfonie klinkt als een logisch vervolg op de laatste symfonieën van andere bekende symfoniecomponisten: 10e symfonie van Mahler en de 15e symfonie van Sjostakovitsj. De volle structuur van Mahler en daartegenover de oneindige leegte van Sjostakovitsj worden gecombineerd.
De symfonie begint in de lage strijkers, dat langzaam uitgebouwd te worden tot het gehele orkest. Deel 2 wordt soms overheerst door het slagwerk, dat in geruime hoeveelheid en decibels aanwezig is. Deel 2 besluit met een verwijzing naar deel 4. Deel 3 komt het dichtst bij de Mahlersymfonieën. Een natuurlijke ontwikkeling van thema’s vindt plaats van violen naar hoorns, fluit etc. De muziek klinkt melodieus en lyrisch, maar 20e-eeuws. Deel 4, dat het eerst af was, is een passacaglia. Normaal zorgt de basbegeleiding ervoor dat de muziek gaat wiegen; hier niet. Het lage register met contrabas en cello zorgt voor een beukend en opdringerig begin, met steeds een wisselend aantal tonen. Het zorgt ervoor dat je het ritme niet te pakken krijgt; de maatsoort verschilt van maat tot maat. Deze basbegeleiding wordt laten overgenomen in de hogere stemmen. Deel 5 geeft (zoals een rondo betaamt) een herhaling van het eerste thema van dat deel te horen, dat uiteindelijk met een coda wordt besloten.

## Tijdpad
Dat Penderecki moeite had met het voltooien van dit werk blijkt uit het feit dat zowel Symfonie nr. 4 als nr. 5 al waren voltooid in respectievelijk 1989 en 1992, toen de derde symfonie verscheen in 1995. Hetzelfde dreigt te gebeuren met zijn 6e symfonie; dat is nog niet verschenen, terwijl nr. 7 en nr. 8 al voltooid zijn.

## Bron en discografie
- Uitgave Naxos: Nationaal Pools Radio Symfonie Orkest (Katowice) onder leiding van Antoni Wit

Nr. 1 · Nr. 2 · Nr. 3 · Nr. 4 · Nr. 5 · Nr. 6 · Nr. 7 · Nr. 8